# Aline de Saint-Hubert
Aline de Saint-Hubert, épouse Émile Mayrisch, est une femme de lettres et mécène luxembourgeoise, née à Luxembourg le 22 août 1874 et morte le 24 janvier 1947 dans sa villa La Messuguière, à Cabris (Alpes-Maritimes).

## Biographie
Elle était la fille de Georges Léopold Xavier de Saint-Hubert (1847-1925) et de Marie Élisabeth Julie Mongenast (1850-1925). La famille de Saint-Hubert exploitait un commerce de bois en gros à Luxembourg, dans le quartier de la gare. Sa sœur Jeanne fut successivement l'épouse de deux hommes politiques luxembourgeois, cousins l'un de l'autre, Xavier Brasseur (en), puis Robert Brasseur (en).
Elle épousa le 15 septembre 1894 l'industriel Émile Mayrisch, futur directeur de l'Arbed.
Ils eurent deux enfants : Jean, mort jeune en 1899, et Andrée, dite Schnouky, qui épousa Pierre Viénot, homme politique français, et fut elle-même sous-secrétaire d'État à la Libération, députée, conseillère générale et maire de Rocroi (Ardennes).
En 1903, André Gide rencontre, lors d'un voyage à Weimar en compagnie d'Élisabeth van Rysselberghe, Mme Mayrisch, qui était une amie de Maria van Rysselberghe. En 1921, le père d'Élisabeth (Théo van Rysselberghe, il habitait Saint Clair au Lavandou), qui trouvait le style de vie de sa fille trop « bohème », lui refuse l'argent qu'elle lui demandait ; ce furent les Mayrisch qui achetèrent un domaine agricole, la Bastide Franco, près de Brignoles, dont ils confièrent l'exploitation à Élisabeth, qui avait étudié l’horticulture au Swanley Horticultural College, à Swanley (Kent). Gide se rendit fréquemment à la Bastide Franco, notamment après la naissance de sa fille, Catherine.

## L' Association pour la défense des intérêts des femmes
En 1906, Aline Mayrisch fonda l’« Association pour la défense des intérêts des femmes », dont elle offrit le patronage à la grande-duchesse héritière Marie-Adélaïde. Celle-ci refusa toutefois, parce qu'une organisation féministe catholique romaine était en cours de création. L’objectif essentiel de l'association était de favoriser la création d'écoles publiques pour les filles, ce qui devait être encouragé par la réalisation de l’ « Association pour la création d'une école pour jeunes filles », qui lui était associée. Aline Mayrisch se chargea d'organiser de nombreuses conférences et cours de formation pour les femmes luxembourgeoises, de mettre en place un service de conseil juridique gratuit pour les femmes démunies et de réaliser une enquête sur les mauvaises conditions de logement de la population la plus pauvre. L'organisation réunit cependant des femmes issues de la bourgeoisie.
Aline Mayrisch se démarqua surtout par ses années de lutte acharnée en faveur de meilleures opportunités d'éducation pour les jeunes femmes. En 1909, elle fonda une association consacrée à la construction d'un lycée, l’« Association pour la création d'un lycée de jeunes filles ». Cette même année, l'État consentit à la création d'un lycée, mais sous certaines conditions et seulement pour trois ans. L'association devait démontrer à cette époque qu’il y avait un réel besoin d'une école secondaire pour les filles. C'est ainsi qu'un établissement scolaire (l'actuel lycée Robert-Schuman) fut fondé dans le quartier du Limpertsberg à Luxembourg. De nombreuses familles bourgeoises luxembourgeoises envoyèrent leurs filles à cette nouvelle école. Les filles luxembourgeoises n'étaient auparavant pas autorisées à fréquenter les écoles secondaires publiques. Il s'agit de leur permettre d'acquérir la formation nécessaire pour exercer des métiers libéraux.
Aline Mayrisch et ses camarades firent progresser le débat en dépit de vives protestations. En 1911, la campagne atteignit son but, lorsque la Chambre des Députés luxembourgeoise vota à l'unanimité en faveur d'écoles de filles subventionnées par l'État dans la capitale Luxembourg-Ville et à Esch-sur-Alzette.

## Le Cercle de Colpach
Après la Première Guerre mondiale, elle s'investit dans la réconciliation franco-allemande, via la culture. Elle fonde aussi la Croix-Rouge luxembourgeoise et s'engage pour que soit créée une maternité moderne au Luxembourg.
En 1920, le couple s’installe dans un vieux manoir à Colpach, un village luxembourgeois proche de la frontière belge. Le château agrandi et rénové, ainsi que le parc adjacent, seront destinés à devenir un endroit particulier de rencontres interculturelles.
Aline Mayrisch de Saint-Hubert s’implique pour la société et le féminisme. Passionnée pour les arts et la littérature et influencée dans sa socialisation par les pays germanophones, elle entretient des contacts avec la Nouvelle revue française et l’un de ses fondateurs André Gide, ainsi qu’avec les Décades de Pontigny, des réunions intellectuelles de personnalités issues de plusieurs pays européens organisées par le philosophe Paul Desjardins chaque été, de 1922 à 1939. Ayant à cœur de renouer avec les cultures et nations européennes après la Grande Guerre, elle et son mari invitent régulièrement des personnalités françaises, belges et allemandes afin d’organiser des rencontres intellectuelles, politiques et artistiques. Ces différents personnages échangent leurs idées lors de repas amicaux, lors de rencontres spontanées et discussions dans les salons et la bibliothèque ou lors de sorties dans le parc.
Le Livre d’or de Colpach, conservé aux archives du Centre national de littérature à Mersch, témoigne de la diversité des personnalités qui ont échangé leurs points de vue sur des questions sociales, leurs visions d’avenir et des valeurs culturelles européennes. Parmi les invités, on compte des personnalités politiques, des professeurs et des artistes de disciplines diverses tels que des écrivains, des philosophes, des hellénistes et des peintres : André Gide, Jean Schlumberger, Jacques Rivière, Marie Delcourt, Théo van Rysselberge, Annette Kolb, Karl Jaspers, Walter Rathenau, Ernst Robert Curtius ou encore Richard Coudenhove-Kalergi.
Le Cercle de Colpach reflète l'idée d’une Europe pacifiste, cosmopolite et unie et est devenu un symbole du rapprochement entre les peuples d’Europe. L’esprit de Colpach, hérité d’Aline et d’Emile Mayrisch, marque encore aujourd’hui l’identité nationale luxembourgeoise. C’est dans sa continuité et son respect qu’ont été fondées d’autres institutions culturelles, telles que l’Institut Pierre Werner. 
Dans les années 1930, elle se met en retrait de ses activités, intéressée de plus en plus par la littérature et le mysticisme religieux. En 1939, elle s'installe dans le sud de la France et y meurt en 1947.